# Dragnet (album)
Dragnet  è il secondo album dei The Fall pubblicato il 26 ottobre 1979.
Fu registrato nell'agosto dello stesso anno. L'album fu registrato a meno di 8 mesi di distanza dal precedente album Live at the Witch Trials.

## Tracce

### Side one
1. "Psykick Dancehall" (Mark E. Smith, Marc Riley) – 3:51
2. "A Figure Walks" (Smith) – 6:13
3. "Printhead" (Smith) – 3:18
4. "Dice Man" (Smith, Riley, Craig Scanlon) – 1:47
5. "Before the Moon Falls" (Mike Leigh, Scanlon, Riley, Steve Hanley, Smith) – 4:35
6. "Your Heart Out" (The Fall) – 3:08

### Side two
1. "Muzorewi's Daughter" (Smith, Kay Carroll) – 3:45
2. "Flat of Angles" (Leigh, Scanlon, Riley, Hanley, Smith) – 4:58
3. "Choc-Stock" (The Fall) – 2:40
4. "Spectre Vs Rector" (Smith, Leigh, Scanlon) – 7:58
5. "Put Away" (Smith) – 3:26